# Ter Maarsch
Ter Maarsch is een buurtschap gelegen tussen Onstwedde en Stadskanaal in de provincie Groningen (Nederland). Langs de buurtschap loopt de beek "het Pagediep", in het dialect Poggendaip, dat "kikkerdiep" betekent. Ter Maarsch heeft het karakter van een essenzwermdorp.
De naam Ter Maarsch verwijst waarschijnlijk naar mars, dat moeras betekent. De nederzetting ontstond op een zandrug in het Oost-Groningse veengebied. Ter Maarsch behoorde vroeger tot de marke van Veenhuizen. Kerkelijk was men georiënteerd op Onstwedde. Van Ter Maarsch loopt in de richting van Onstwedde het Oude Kerkpad door een bossingel. Dit fietspad was vroeger een voetpad naar de kerk in Onstwedde.
Ter Maarsch is een landbouwgerichte buurtgemeenschap. Vroeger heeft er een middeleeuws steenhuis gestaan. De fundamenten zijn nu in gebruik door een van de oudste boerderijen genaamd Ter Maars. Bij de buurtschap ligt het natuurgebied "De Veenhuizerstukken". Het gebied is van Staatsbosbeheer maar op dit terrein lagen tot in de jaren 60 de vloeivelden van de aardappelzetmeelfabriek De Twee Provinciën in Stadskanaal. Naast de Veenhuizerstukken ligt de christelijke camping "de Sikkenberg". 

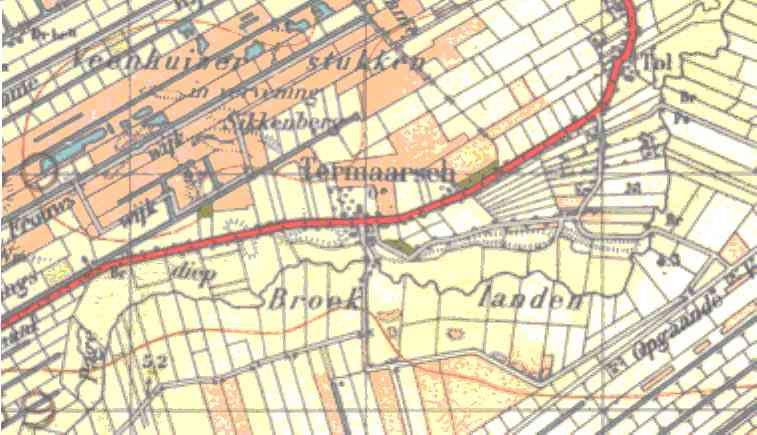
Ter Maarsch in 1930. De Veenhuizerstukken zijn nog niet in gebruik als vloeiveld en onontgonnen